# Lynne Spears
Lynne Spears (née Lynne Irene Bridges le 4 mai 1955 à McComb, Mississippi) est une écrivaine américaine. Elle est la mère de la chanteuse Britney Spears.

## Biographie
Lynne Bridges naît à McComb, au Mississippi. Elle a un frère aîné, Barry "Sonny" Bridges (né en 1951) ainsi qu'une sœur aînée, Sandra Bridges Covigton (née en 1947 et décédée en 2007). C'est en 1975 que Lynne épouse James Spears, alias Jamie (né le 7 juillet 1952), qui sera le père de ses trois enfants. Jusqu'à ce que sa fille Britney ait 11 ans et qu'elle soit recrutée par le The Mickey Mouse Club (All New Mickey Mouse Club) pour la saison 1993-1994, Lynne Spears travaille à Kentwood (Louisiane), dans une crèche qu'elle a elle-même ouverte.
Selon plusieurs biographes[Qui ?], Lynne Spears aurait été la personne la plus influente et le plus grand soutien de Britney à ses débuts de carrière même si elle a récemment dévoilé des détails personnels sur sa propre fille dans son dernier ouvrage intitulé Through The Storm: A Real Story of Fame and Family in a Tabloid World. Dans ce livre, elle stipule qu'elle n'a jamais été une mère ayant poussé sa fille à devenir célèbre mais plutôt comme la plus grande fan et supportrice de Britney afin qu'elle puisse achever ses rêves de gloire.
Lynne est diplômée d'une licence en art et commence à enseigner dans sa ville de Kentwood (Louisiane), jusqu'à ce que Britney entame sa troisième tournée Dream Within a Dream Tour en 2001. C'est à cette période que l'équipe de Britney lui demande de rejoindre sa fille sur la tournée.
En 2007, Lynne perd sa sœur d'un cancer des ovaires. 
Elle est la grand-mère de cinq enfants ; Sean Preston Federline (né le 14 septembre 2005), Jayden James Federline (né le 12 septembre 2006) de sa fille aînée Britney et de son ex-gendre Kevin Federline, Maddie Briann Aldridge (née le 19 juin 2008) de sa fille Jamie Lynn et de son ex-fiancé Casey Aldridge, Ivey Joan Watson (née le 11 avril 2018), de sa fille Jamie Lynn et de son époux James Watson, ainsi que Sophia Alexandra Sanchez Spears (née le 2 mai 2011) de son fils Bryan Spears et de sa femme Graciella Sanchez.

## Carrière d'auteure
Lynne a coécrit deux livres avec sa fille Britney. Le premier, intitulé Heart to Heart, est publié le 9 mai 2000 et est un livre biographique à propos de Britney. Le second ouvrage, A Mother's Gift, est publié le 10 avril 2001 et a depuis été adapté en feuilleton télévisé sous le nom de Brave New Girl. Son dernier livre, Through The Storm: A Real Story of Fame and Family in a Tabloid World, est publié le 16 septembre 2007. Ce livre de mémoires devient un bestseller du New York Times.